# 花東快速公路
花東快速公路，簡稱花東快，台灣一條計畫中的省道快速公路，位於花東地區。編號目前未知。起自花蓮縣秀林鄉崇德村（與蘇花安銜接），訖至台東縣台東市 ，全長約173.7公里。沿著海岸山脈西側之花蓮溪流域向南興建，主線以雙向四線道鋪設，設置17處交流道：崇德、新城北、新城南、花蓮、吉安、壽豐、鳳林、光復、瑞穗、玉里（設置服務區）、富里、池上、關山、鹿野、初鹿、賓朗、台東。崇德—吉安設計速率80公里，吉安—台東設計速率100公里，路線完全避開現有的活動斷層，此外為了抗震而減少高架設計，路堤段高達115公里，另有49公里長的橋梁、2.6公里的隧道、7公里的路塹。工期自可行性評估至完成後粗估約需15年。

## 概要
為配合台灣的國土綜合開發計畫、花蓮及台東的區域發展的各項計畫，以及促進東部均衡發展所設的。花東地區的主要道路為台9線和台11線，先前台9線以拓寬舒緩交通問題，但目前已經不敷使用。1990年代曾規劃興建南港至竹田國道5號，但因環評因素使蘇澳花蓮段（蘇花高）及南橫段（南橫高）遭到擱置，花蓮至臺東段的花東高得等蘇花高完工才能興建，但蘇花高遭到擱置並後續以蘇花改、蘇花安替代，2012年時行政院表示將進行花東快規劃評估。2014年花東高原路線改為花東快進行可行性評估，但當時以不符經濟效益為由遭到否決。2016年，公路總局在「花東快速公路可行性評估期中報告」中提出將花東快路廊從吉安鄉往北延伸，再利用局部現有台9線與蘇花改之終點串聯，用地費約廿億元及工程建造費約八十五億元；花蓮縣議員魏嘉賢、時任立委王廷升、時任花蓮縣議員何禮臺皆提出建議起點改至新城鄉的台9線與台8線交會口附近。2019年12月2日，在時任立委蕭美琴提案下，立法院交通委員會通過於隔年重啟花東快可行性評估，並預估2020年9月招標，將花東快的起點從原本的吉安改為新城（即把原本蘇花高太魯閣至吉安路段納入花東快路線），期望因蘇花改通車及未來蘇花安興建之便可以提高效益，目前可行性評估尚在進行當中，惟行政院交通部因花東公路改善作業計畫積極推動中為由而建議不推動花東快。
自2019年底立法院決議再重啟評估，從2020年3月公告歷經二次流標後於同年9月公路總局再次上網招標，確定由台灣世曦工程顧問股份有限公司以契約總價新台幣1,732萬5,000元得標，公路總局在2020年底完成發包程序後，預計2022年8月完成評估報告。
2022年9月，起點從花蓮縣新城鄉台9線與台8線交會口附近改至秀林鄉崇德村與蘇花安相接，主線設計速率: 崇德吉安段設計速限80km/h、吉安台東段設計速限100km/h；路線完全避開現有的活動斷層，此外為了抗震，減少高架設計，路堤段高達115公里；共設置16個交流道，鑽石型與喇叭型居多。整體經費預估增加至約2,300億，由於快速公路不收取過路費、加上考量政府財政，將優先推動崇德至吉安路段。
2023年3月，行政院表示明年會提出可行性評估；預計明年（2024年）2月完成評估報告，若核定則進行綜合規劃、第二階段環評等工作，並預估核定後十年可完工。
2024年7月16日，立法院在協商後決定將「花東快速公路建設特別條例」草案，改以通過「主決議」的方式，請交通部儘速推動，估計8月完成期末報告。9月，進行第一次審議未定案，將於11月時再進行第二次審議。
2025年2月底，交通部退回花東快可行性評估，公路局則因益本比達1.5且具經濟效益而建議先推動崇德～新城路段，藉此分散未來蘇花安完工後及前往太魯閣之車流並連接新城轉運站公共運輸。

## 交流道
| 花東快速公路路線設施里程一覽表 |      |        |          |          |         |        |                                                    |                                                    |
| 標誌                           | 里程 | 名稱   | 順樁預告 | 逆樁預告 | 形式    | 通車日 | 銜接道路 →聯絡地區                                 |                                                    |
| 0 服務區                       |      |        |          |          |         |        |                                                    |                                                    |
|                                | 0    | 崇德   |          |          | 半套Y型 | 規畫中 | 台8線／台9線 · →秀林鄉太魯閣、崇德、崇德服務區     | 台8線／台9線 · →秀林鄉太魯閣、崇德、崇德服務區     |
|                                |      | 新城北 |          |          | 鑽石型  | 規畫中 | 台9線／花6線 · →新城鄉新城車站、新城轉運站         | 台9線／花6線 · →新城鄉新城車站、新城轉運站         |
|                                |      | 新城南 |          |          | 鑽石型  | 規畫中 | 台9線／花10線 · →新城鄉康樂村                      | 台9線／花10線 · →新城鄉康樂村                      |
|                                |      | 花蓮   |          |          | 鑽石型  | 規畫中 | 花15線／花22線 · →花蓮市中山路（北）、建國路（南） | 花15線／花22線 · →花蓮市中山路（北）、建國路（南） |
|                                |      | 吉安   |          |          | 鑽石型  | 規畫中 | 台9線／花23線 · →吉安鄉知卡宣                      | 台9線／花23線 · →吉安鄉知卡宣                      |
|                                |      | 壽豐   |          |          | 鑽石型  | 規畫中 | 台9線 · →壽豐鄉國立東華大學、門諾醫院壽豐分院      | 台9線 · →壽豐鄉國立東華大學、門諾醫院壽豐分院      |
|                                |      | 鳳林   |          |          | 喇叭型  | 規畫中 | 台9線 · →鳳林鎮鳳林、萬榮鄉萬榮                    | 台9線 · →鳳林鎮鳳林、萬榮鄉萬榮                    |
|                                |      | 光復   |          |          | 鑽石型  | 規畫中 | 台9線 · →光復鄉大富、富源國家森林遊樂區            | 台9線 · →光復鄉大富、富源國家森林遊樂區            |
|                                |      | 瑞穗   |          |          | 鑽石型  | 規畫中 | 台9線 · →瑞穗鄉水尾                                | 台9線 · →瑞穗鄉水尾                                |
|                                |      | 玉里   |          |          | 鑽石型  | 規畫中 | 台9線／台30線 · →玉里鎮、長濱鄉、玉里服務區        | 台9線／台30線 · →玉里鎮、長濱鄉、玉里服務區        |
| － 服務區 需透過玉里交流道進出 |      |        |          |          |         |        |                                                    |                                                    |
|                                |      | 富里   |          |          | 鑽石型  | 規畫中 | 台9線／台23線 · →富里鄉、東河鄉                    | 台9線／台23線 · →富里鄉、東河鄉                    |
|                                |      | 池上   |          |          | 鑽石型  | 規畫中 | 台9線 · →池上鄉池上                                | 台9線 · →池上鄉池上                                |
|                                |      | 關山   |          |          | 鑽石型  | 規畫中 | 台9線 · →關山鎮月美、關山親水公園                  | 台9線 · →關山鎮月美、關山親水公園                  |
|                                |      | 鹿野   |          |          | 平面Y型 | 規畫中 | 聯絡道⇒台9線 · →鹿野鄉鹿野                         | 聯絡道⇒台9線 · →鹿野鄉鹿野                         |
|                                |      | 初鹿   |          |          | 鑽石型  | 規畫中 | 台9線 · →卑南鄉初鹿、初鹿牧場                      | 台9線 · →卑南鄉初鹿、初鹿牧場                      |
|                                |      | 賓朗   |          |          | 平面Y型 | 規畫中 | 聯絡道⇒台9線 · →卑南鄉賓朗                         | 聯絡道⇒台9線 · →卑南鄉賓朗                         |
|                                | 173  | 台東   |          |          | 半套Y型 | 規畫中 | 台9線 · →台東市                                    | 台9線 · →台東市                                    |
| 預留延伸至太麻里               |      |        |          |          |         |        |                                                    |                                                    |

## 外部來源
- 花東快可行性評估系列報導五之一∕起點蘇花安崇德至吉安鄉段 更生日報 （页面存档备份，存于）
- 花東快可行性評估系列報導五之二 花東快壽豐光復段 設3處交流道 更生日報 （页面存档备份，存于）
- 花東快可行性評估系列報導五之三 更生日報 （页面存档备份，存于）
- 花東快可行性評估系列報導五之四 更生日報 （页面存档备份，存于）
- 花東快可行性評估系列報導五之四 更生日報 （页面存档备份，存于）